# Frank B. Weeks

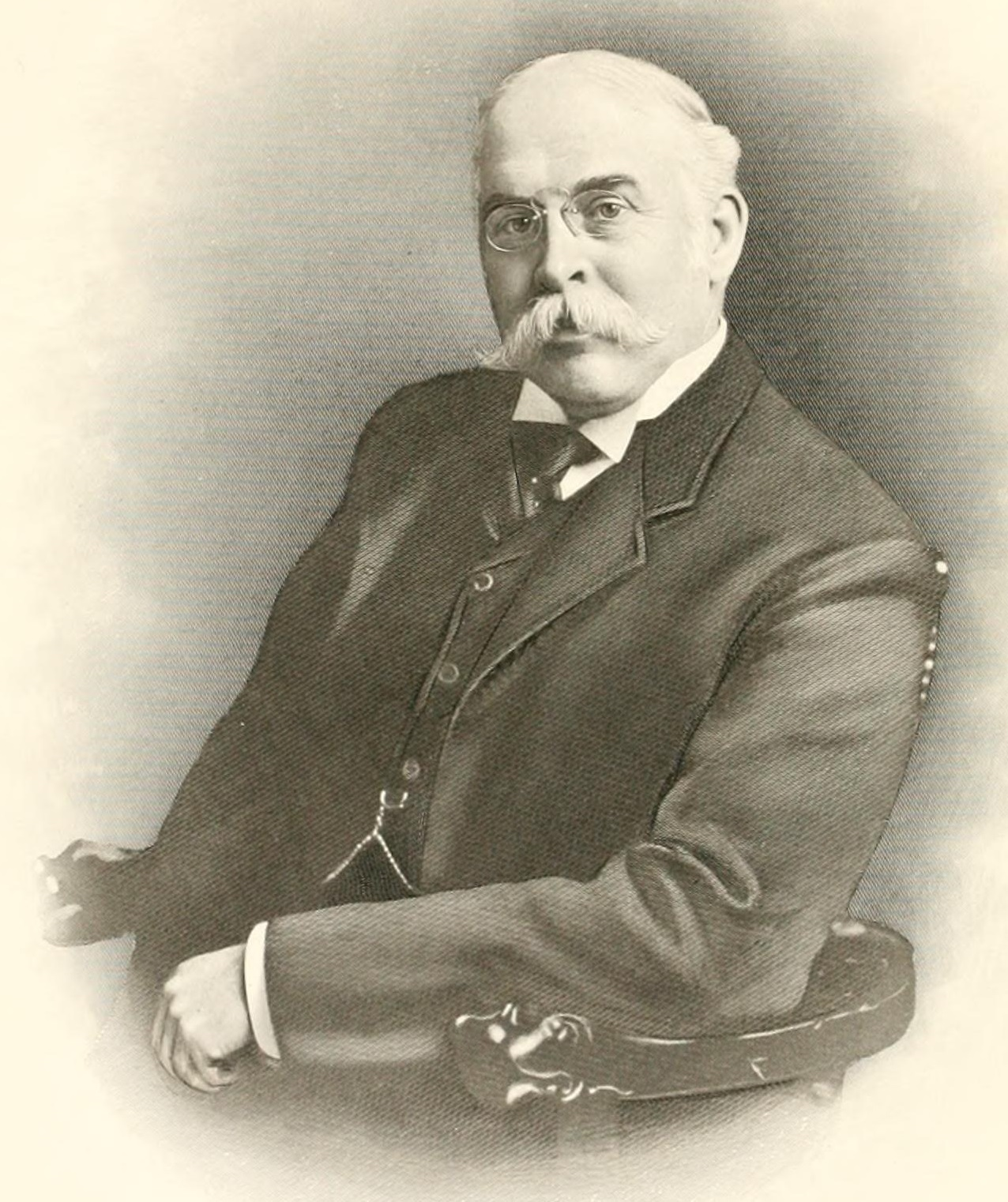
Frank B. Weeks.

Frank Bentley Weeks, född 20 januari 1854, död 2 oktober 1935, var en amerikansk politiker och guvernör i Connecticut.

## Tidigt liv
Weeks föddes i Brooklyn, New York. Han studerade vid Eastman Business College och tog examen 1872. Senare samma år blev han assistent till överintendenten vid Connecticut Hospital for the Insane. han var också förvaltare för den organisation som drev sjukhuset i mer än 30 år.
Weeks arbetade vid försäkringsbolaget Middletown Mutual Assurance Company och sparbanken Middletown Savings Bank. Han grundade Middletown Board of Trade.

## Politisk karriär
Weeks valdes till viceguvernör för Republikanerna i Connecticut i november 1908. Han tillträdde posten den 6 januari 1909, samtidigt som George L. Lilley tillträdde ämbetet som guvernör. Lilley avled under mandatperioden, den 21 april 1909. I sin egenskap av viceguvernör, tog Weeks över plikterna som guvernör. Under hans tid som guvernör följde han tidigare guvernörers ekonomiska politik för att försöka sänka skatterna. Connecticuts befolkning växte snabbt, med ett stort inflöde av immigranter och tillväxt i städerna. Weeks reglerade budgeten och motverkade monopol till stöd för industriregleringar.
Han lämnade tjänsten som guvernör den 4 januari 1911. Hans efterträdare var demokraten Simeon E. Baldwin.

## Senare år
Sedan Weeks lämnat tjänsten som guvernör återvände han till sina affärsverksamheter. Han var delegat till 1912 års Republikanska Nationella konvent.
Weeks var även förvaltare vid Wesleyan University.
Han avled den 2 oktober 1935, vid en ålder av 81 år.